# Список станцій Севільського метрополітену
Подано перелік станцій мережі Севільського метрополітену, у тому числі лінії трамвая T1-Metrocentro.
| Лінія 1                                          |                   |                          |                  |              |              |
| Назва станції                                    | Дата відкриття    | Муніципалітет            | Вигляд станції   | Тарифна зона | Тарифна зона |
| Сьюдад-Експо (Ciudad Expo)                       | 2 квітня 2009     | Майрена-дель-Альхарафе   |                  | Зона 1       |              |
| Кавалері (Cavaleri)                              | 2 квітня 2009     | Майрена-дель-Альхарафе   |                  | Зона 1       |              |
| Сан-Хуан-Альто (San Juan Alto)                   | 2 квітня 2009     | Сан-Хуан-де-Аснальфараче |                  | Зона 1       |              |
| Сан-Хуан-Бахо (San Juan Bajo)                    | 2 квітня 2009     | Сан-Хуан-де-Аснальфараче |                  | Зона 1       |              |
| Блас-Інфанте (Blas Infante)                      | 2 квітня 2009     | Севілья                  |                  | Зона 1       | Зона 2       |
| Парке-де-лос-Прінсіпес (Parque de los Príncipes) | 2 квітня 2009     | Севілья                  |                  |              | Зона 2       |
| Пласа-де-Куба (Plaza de Cuba)                    | 2 квітня 2009     | Севілья                  |                  |              | Зона 2       |
| Пуерта-Херес (Puerta Jerez)                      | 2 квітня 2009     | Севілья                  |                  |              | Зона 2       |
| Прадо-де-Сан-Себастьян (Prado de San Sebastián)  | 2 квітня 2009     | Севілья                  |                  |              | Зона 2       |
| Сан-Бернардо (San Bernardo)                      | 2 квітня 2009     | Севілья                  |                  |              | Зона 2       |
| Нервіон (Nervión)                                | 2 квітня 2009     | Севілья                  |                  |              | Зона 2       |
| Гран-Пласа (Gran Plaza)                          | 2 квітня 2009     | Севілья                  |                  |              | Зона 2       |
| Прімеро-де-Майо (1º de Mayo)                     | 2 квітня 2009     | Севілья                  |                  |              | Зона 2       |
| Амате (Amate)                                    | 2 квітня 2009     | Севілья                  |                  |              | Зона 2       |
| Ла-Плата (La Plata)                              | 2 квітня 2009     | Севілья                  |                  |              | Зона 2       |
| Кочерас (Cocheras)                               | 2 квітня 2009     | Севілья                  |                  |              | Зона 2       |
| Гуадайра (Guadaira)                              | 2 квітня 2009     | Севілья                  |                  |              | Зона 2       |
| Пабло-де-Олавіде (Pablo de Olavide)              | 2 квітня 2009     | Севілья                  |                  | Зона 3       | Зона 2       |
| Кондекінто (Condequinto)                         | 2 квітня 2009     | Дос-Ерманас              |                  | Зона 3       |              |
| Монтекінто (Montequinto)                         | 2 квітня 2009     | Дос-Ерманас              |                  | Зона 3       |              |
| Європа (Europa)                                  | 23 листопада 2009 | Дос-Ерманас              |                  | Зона 3       |              |
| Олівар-де-Кінтос (Olivar de Quintos)             | 23 листопада 2009 | Дос-Ерманас              | Олівар де Квінто | Зона 3       |              |